# Резидент разведки (СССР и Россия)
В разведывательной терминологии ПГУ КГБ СССР, Службы внешней разведки России и ГРУ Генштаба Вооружённых сил СССР и России под резидентом понимается руководитель негласного территориального органа (резидентуры) внешней разведки, занимающегося за рубежом разведывательной деятельностью в пользу СССР или России.
Резидент организовывает добывание секретных данных, кодированную и шифрованную связь, направляет меры безопасности, руководит работой конспиративных агентурных сетей.
Различаются «легальные» и нелегальные резиденты. Следует иметь в виду, что профессиональные жаргонные термины советских и российских спецслужб «легальный» и «нелегальный» относятся исключительно к форме прикрытия разведывательной деятельности. Любая секретная разведывательная деятельность оперативных сотрудников или специальных агентов одного государства на территории другого во всем мире считается незаконной (нелегальной), подпадает под уголовную квалификацию шпионажа и уголовно наказуема.

## История
Резиденты ВЧК, в том числе и зарубежные, появились сразу после её создания. Институт закордонных резидентов ВЧК (с 1920 года — Иностранного отдела (ИНО) ВЧК-ГПУ-ОГПУ) сначала был исключительно нелегальным, поскольку Советская Россия и СССР не имели международного признания и дипломатических отношений.
После начала установления дипломатических отношений СССР и развития международных обменов стал постепенно появляться и формироваться институт «легальных» резидентов разведки, который однако не имел решающего значения вплоть до окончания Второй мировой войны. В тот период отдавалось предпочтение разведке нелегальной, да и сама внешняя политическая разведка велась по большей мере не структурами ОГПУ-НКВД-МГБ, а аппаратом Исполкома третьего Коммунистического интернационала.
В короткий период сразу после Второй мировой войны и начала «холодной» войны между бывшими союзниками по антигитлеровской коалиции в 1947—1949 годах в СССР наблюдались некоторые эксперименты, когда МИД и советская внешняя разведка (политическая и военная) были объединены в Комитет информации (КИ) при Совете министров СССР и позднее при МИДе (1949—1951 годы). В этот период Чрезвычайные и полномочные послы СССР за рубежом официально считались «Главными резидентами разведки» в стране пребывания, а некоторые из действовавших тогда резидентов были назначены на должности послов.
Однако это смелое новшество не привилось. Военная разведка была вновь выделена из КИ и возвращена в структуру Генерального штаба Вооружённых сил СССР уже в 1948 году. Послевоенное организационно-структурное становление спецслужб СССР завершилось созданием в марте 1954 года Комитета государственной безопасности при Совете министров СССР с Первым главным управлением — политической внешней разведкой в её классическом, современном понимании, а резиденты разведки КГБ обрели свой современный статус.

## «Легальный» резидент разведки
«Легальный» резидент — кадровый руководящий сотрудник органов внешней разведки СССР и России, всегда советский или российский гражданин. Он руководит разведывательной деятельностью «легальной» резидентуры — негласного территориального органа внешней разведки за границей, действующего под прикрытием официальных (легальных) советских и российских загранучреждений, как правило, посольств, крупных постоянных представительств при международных организациях, консульских учреждений. «Легальные» резидентуры физически расположены на территории, защищённой дипломатическим иммунитетом и правом экстерриториальности под вооружённой охраной специальных подразделений.
«Легальный» резидент, чаще всего, в воинском звании полковника в качестве официальной должности прикрытия своей деятельности (шпионажа) занимает, как правило, одну из высокопоставленных посольских или консульских должностей (советник-посланник, советник, первый секретарь, заместитель генерального консула, консул) и всегда имеет дипломатический иммунитет.
В крупных резидентурах (в Вашингтоне, Нью-Йорке и некоторых других) у резидента имеется несколько заместителей по линиям разведработы, а сама должность резидента — генеральская.
Когда в одной стране имеется несколько «легальных» резидентур (США, Австрия, Швейцария, Франция и т. п.), одна из них имеет наименование главной с формальным подчинением её руководителю всех остальных легальных резидентов. При этом каждый «легальный» резидент сохраняет свой прямой и независимый выход на руководство «Центра» с личным секретным шифром.
При разоблачении «легальные» резиденты не подлежат ни аресту, ни суду. Они объявляются «персонами нон грата» и высылаются из страны пребывания.

### Статус резидентов в структуре КГБ, правила отбора и назначения
«Легальные» резиденты внешней разведки (ПГУ) КГБ СССР считались высокопоставленными и ответственными начальниками. Хотя они находились в прямом подчинении руководства Первого главка, однако сама должность официально именовалась «резидент КГБ в (название страны)», а не просто ПГУ. На неё назначались оперативные сотрудники с большим опытом и стажем разведывательной деятельности, но только после специального обучения на годичных (академический год) Курсах повышения квалификации руководящего состава ПГУ КГБ. Резиденты назначались приказами председателя КГБ СССР по представлению заместителя председателя КГБ, начальника ПГУ. Кандидатуры обязательно предварительно рассматривались на заседании парткомов ПГУ и КГБ, утверждались на заседании Коллегии КГБ, а также согласовывались с Международным отделом аппарата ЦК КПСС. Перед выездом в резидентуру, резиденты, как правило, встречались лично с Председателем КГБ, а в эпоху Андропова — ещё и с ним, как с секретарём ЦК КПСС.
Так описывает роль резидентов Леонид Млечин в своей книге об СВР:
Резидент — важнейший пост в разведке. Это самостоятельная должность. Конечно, он постоянно держит связь с центром, получает указания, отчитывается за каждый шаг. Тем не менее многие решения резидент принимает на собственный страх и риск. Есть проблемы, которые ни с кем не обсудишь. Как правильно строить отношения с послом? Как поступить с оперативным работником, совершившим ошибку? Или с офицером, который потихоньку прикарманивал деньги, выделявшиеся на агента?
А так статус и положение резидента КГБ за рубежом описывает бывший резидент в Гане, Нигерии и Либерии Анатолий Баронин:.
Работа в резидентуре строится на жесткой вертикали. Централизация полнейшая. Резидент там — единственный чрезвычайный уполномоченный представитель разведки своей страны. И все сотрудники спецслужбы должны ему подчиняться. Даже когда из Москвы приезжал какой-то начальник из управления внешней разведки, он в период своего пребывания в данной стране обязан подчиняться резиденту. Когда я первый раз отправлялся за рубеж в качестве резидента, один генерал мне сказал: «Даже если к тебе приедет Юрий Владимирович Андропов, пока он будет там, он обязан подчиняться тебе». Я тогда представил, как он мне будет подчиняться. Но таков порядок. Резидент назначался коллегией КГБ по представлению председателя. Он был не только резидентом разведки, но и резидентом КГБ.

### Геополитические особенности
КГБ имел своих резидентов («легальных» и нелегальных) только в капиталистических и нейтральных государствах, странах третьего мира с феодальным или капиталистическим государственным строем. При этом в крупных развитых странах со сложной контрразведывательной обстановкой главному резиденту и резидентам было трудно получать в больших объёмах значимую секретную информацию, однако эти посты считались весьма престижными, открывающими доступ к наивысшим должностям в центральном аппарате ПГУ и КГБ СССР.
Вот как об этом пишет Леонид Млечин в своей книге об СВР:
Резидент в маленькой стране может давать высшего класса информацию — по профессиональным критериям. Но кого интересуют секреты Непала или Зимбабве? А резидент из Франции или Германии добывает очень мало секретной информации, но она вся докладывается, потому что от этих стран многое зависит в мировой политике. Когда в Москву приезжает резидент из Соединенных Штатов или Китая, начальник разведки очень хочет с ним поговорить, потому что его самого спрашивают наверху о событиях в этих государствах, а резиденты в маленьких странах не могут рассчитывать на внимание руководства. Им трудно обратить на себя внимание.
В странах социалистического лагеря существовали не резидентуры, а официальные представительства КГБ при местных органах государственной безопасности. Например, в ГДР — официальное представительство КГБ СССР при восточногерманском министерстве госбезопасности (Штази). Исключение составляли соцстраны, у руководства которых были идеологические разногласия с КПСС и СССР — КНР, СФРЮ, Народная Социалистическая Республика Албания и некоторые другие. Так в КНР было закрыто в начале 1960-х годов официальное представительство КГБ и в 1964 году под «крышей» советского посольства создана «легальная» резидентура КГБ, первым руководителем которой стал Юрий Дроздов.
Особенностью современного этапа является то, что СВР России в ряде развитых капиталистических стран (США, Германия и др.), наряду с «легальными» и нелегальными резидентами, имеет также своих вполне официальных представителей, которые призваны координировать с иностранными правоохранительными органами и специальными службами совместную борьбу с международным терроризмом, наркоторговлей и иными опасными формами международной организованной преступности. Например, генерал Сергей Лебедев до своего назначения в мае 2000 года на пост директора СВР России был таким официальным представителем российской внешней разведки в США в 1998—2000 годах.

### «Легальные» резиденты внешней разведки ВЧК—КГБ СССР и СВР России

#### США, Вашингтон (округ Колумбия)
Главная резидентура под прикрытием посольства СССР в США, в Вашингтоне. В 1966 году ей были подчинены резидентуры в Нью-Йорке и Сан-Франциско. В конце 1960-х — начале 1970-х годов преобразована в Главную резидентуру. Должность прикрытия «легального» резидента (Главного резидента) — советник посольства, воинское звание — генерал-майор.
- Резиденты (Главные резиденты):[источник не указан 5447 дней]
  - 1933 год—1938 год — Гутцайт, Пётр Давидович под псевдонимом Гусев
  - 1943 год—1944 год — Зарубин, Василий Михайлович
  - 1944 год—1946 год — Горский, Анатолий Вениаминович
  - 1946 год—1947 год — Долбин, Григорий Григорьевич
  - 1947 год—1952 год — Панюшкин, Александр Семёнович
  - 1952 год—1954 год — Владыкин, Николай Алексеевич
  - 1960 год—1964 год — Феклисов, Александр Семенович под псевдонимом Фомин[4]
  - 1964 год—1965 год — Лукьянов, Павел Павлович
  - 1965 год—1968 год — Соломатин, Борис Александрович
  - 1968 год—1975 год — Полоник, Михаил Корнеевич[5]
  - 1975 год—1982 год — Якушкин, Дмитрий Иванович[6]
  - 1982 год—1986 год — Андросов, Станислав Андреевич
  - 1987 год—1992 год — Громаков, Иван Семёнович
  - 1992 год—1994 год — Лысенко, Александр Иосифович
- Заместители главного резидента:[источник не указан 5447 дней]
  - по линии «ПР»:
    - 1959 год—1963 год — Киреев, Анатолий Тихонович
    - 1965 год—1970 год — Калугин, Олег Данилович
    - 1971 год—1975 год — Громаков, Иван Семёнович

  - по линии «КР»:
    - 1979 год—1987 год — Черкашин, Виктор Иванович

  - по линии «Х»:[источник не указан 5447 дней]
  - 1942 год—1946 год — Раина, Андрей Иванович[7]
  - 1949 год—1950 год — Барковский, Владимир Борисович
  - 1950 год—1953 год — Рябов, Валентин Васильевич

#### США, Нью-Йорк
Резидентура — после 1945 года под прикрытием постоянного представительства СССР (России) при ООН в Нью-Йорке, должность прикрытия резидента — первый заместитель постоянного представителя СССР (России) при ООН в дипломатическом ранге советника-посланника или советника, воинское звание в советское время — генерал-майор.
- Резиденты:
  - 1938 год—1941 год — Овакимян, Гайк Бадалович, работал в качестве инженера Амторга
  - 1941 год—1943 год — Зарубин, Василий Михайлович под псевдонимом Зубилин на должности вице-консула
  - 1945 год — Правдин, Владимир Сергеевич под прикрытием заведующего отделения ТАСС
  - 1945 год—1946 год — Яцков, Анатолий Антонович под псевдонимом Яковлев на должности вице-консула
  - 1952 год—1955 год — Лысенков, Николай Петрович[8]
  - 1955 год—1959 год — Иванов, Борис Семёнович
  - 1959 год—1962 год — Барковский, Владимир Борисович[9][10]
  - 1962 год—1964 год — Иванов, Борис Семёнович
  - 1966 год—1968 год — Кулебякин, Николай Пантелеймонович
  - 1969 год—1971 год — Соболев, Викентий Павлович
  - 1971 год—1975 год — Соломатин, Борис Александрович
  - 1975 год—1979 год — Дроздов, Юрий Иванович
  - 1979 год—1985 год — Казаков, Владимир Михайлович
- Заместители резидента КГБ по линии «ПР»:
  - 1966 год—1967 год — Киреев, Анатолий Тихонович
  - Кулебякин, Николай Пантелеймонович
  - Полоник, Михаил Корнеевич
- Заместители резидента по линии «Х»:
  - 1933 год—1938 год — Овакимян, Гайк Бадалович
  - 1938 год—1943 год — Семёнов, Семён Маркович
  - 1943 год—1945 год — Квасников, Леонид Романович
  - 1947 год—1950 год — Феклисов, Александр Семенович
  - 1956 год—1958 год — Барковский, Владимир Борисович
- Заместители резидента СВР России:
  - 1995 год—2000 год — Третьяков, Сергей Михайлович («Жан»), первый секретарь постоянного представительства России при ООН, полковник СВР, ставший невозвращенцем и перебежчиком в США в 2000 году, последнее время проживал под вымышленным именем в США с женой и дочерью, умер 13 июня 2010 года[11][12][13][14].

#### Великобритания, Лондон
- Резиденты и исполняющие обязанности резидентов:
- 1932 год—1934 год — Мицкевич, Евгений Петрович («Анатолий»)
  - 1936 год—1937 год — Чапский, Адольф Сигизмундович
  - 1937 год—1938 год — Графпен, Григорий Борисович («Сэм»)
  - 1939 год — резидентура была ликвидирована в связи с массовыми репрессиями в НКВД
  - 1940 год—1943 год — Горский, Анатолий Вениаминович («Вадим»)
  - 1941 год—1943 год — Чичаев, Иван Андреевич, специальный резидент связи
  - 1943 год—1947 год — Кукин, Константин Михайлович («Игорь»), в связи с реорганизацией внешней разведки в 1947 году был назначен по совместительству Чрезвычайным и Полномочным послом СССР в Англии[15]
  - 1947 год—1952 год — Родин, Борис Николаевич под вымышленной фамилией Коровин[16]
  - 1953 год—1955 год — Кондрашев, Сергей Александрович (и. о. резидента, под прикрытием должности 1-го секретаря посольства СССР в Великобритании)
  - 1954 год—1956 год — Тихвинский, Сергей Леонидович
  - 1956 год—1961 год — Родин, Борис Николаевич
  - 1962 год—1964 год — Багричев, Николай Григорьевич
  - 1964 год—1966 год — Чижов, Михаил Тимофеевич
  - 1966 год—1967 год — Липатов, Михаил Иванович (резидент), и. о. резидента
  - 1967 год—1971 год — Воронин, Юрий Николаевич
  - 1971 год—1972 год — Лазебный, Евгений Николаевич
  - 1972 год—1980 год — Лукашевич, Янис Константинович под вымышленной фамилией Букашев
  - 1980 год—1984 год — Гук, Аркадий Васильевич
  - 1984 год—1985 год — Никитенко, Леонид Ефимович, и. о. резидента
  - 1985 год — Гордиевский, Олег Антонович, и. о. резидента
- Заместители резидента:
  - по линии «ПР»:
    - 1955 год—1958 год — Модин, Юрий Иванович
    - 1982 год—1985 год — Гордиевский, Олег Антонович

  - по линии «КР»:
    - 1963 год—1965 год — Бояров, Виталий Константинович
    - 1966 год—1970 год — Шишкин, Иван Александрович

  - по линии «Х»:
    - 1940 год—… — Барковский, Владимир Борисович
    - 1954 год—1962 год — Карпеков, Николай Прокопьевич
    - 1968 год—1971 год — Шерстнев, Лев Николаевич

#### Канада, Оттава
Создана в 1942 году после установления дипломатических отношений СССР и Канады.
- Резиденты:
  - 1949 год—1955 год — Бурдин, Владимир Павлович

#### Индия, Дели
Резидентура под прикрытием посольства СССР в Индии, в Дели. В конце 60-х — начале 70-х годов была преобразована в Главную резидентуру. Ей подчинялись резидентуры в Бомбее, Калькутте и Мадрасе. Должность прикрытия резидента — советник посольства, воинское звание — генерал-майор.
- Резиденты:
  - 1951 год—1954 год — Баласанов, Герасим Мартынович
  - 1954 год—1957 год — Агжигитов, Гумер Ибрагимович
  - 1957 год—1960 год — Богданов, Радомир Георгиевич
  - 1960 год—1963 год — Соломатин, Борис Александрович
  - 1963 год—1967 год — Богданов, Радомир Георгиевич
  - 1967 год—1970 год — Ерохин, Дмитрий Александрович
  - 1970 год—1975 год — Медяник, Яков Прокопьевич
  - 1975 год—1977 год — Шебаршин, Леонид Владимирович
  - 1977 год—1981 год — Ваулин, Геннадий Афанасьевич
  - 1981 год—1987 год — Лысенко, Александр Иосифович
  - …—1990 год — Трубников, Вячеслав Иванович, по совместительству резидент в Бангладеш.
- Заместители резидента:
  - 1971 год—1975 год — Шебаршин, Леонид Владимирович

#### Китайская Народная Республика, Пекин
Резидентура под прикрытием посольства СССР в Китае, в Пекине. Должность прикрытия резидента — советник посольства.
- Резиденты:
  - 1939 год—1944 год — Панюшкин, Александр Семёнович
  - 1954 год — Раина, Андрей Иванович
  - 1954 год—1957 год — Макарьев, Пётр Павлович
  - 1957 год — Харитонов, Федор Петрович
  - 1957 год—1960 год — Вертипорох, Владимир Иванович
  - 1960 год—1961 год — Питовранов, Евгений Петрович
  - 1961 год—1964 год — Гусев, Николай Павлович
  - 1964 год—1968 год — Дроздов, Юрий Иванович
  - 1976 год—1981 год — Турчак, Михаил Маркович

#### Франция, Париж
Резидентура под прикрытием посольства СССР во Франции, в Париже, должность прикрытия резидента — заведующий консульским отделом Посольства СССР, воинское звание — полковник.
- Резиденты:
  - 1934 год—1936 год — Глинский, Станислав Мартынович
  - 1936 год—1938 год — Косенко, Георгий Николаевич
  - 1939 год—1941 год — Василевский, Лев Петрович под вымышленной фамилией Тарасов
  - 1941 год—1944 год — во время оккупации Франции фашистской Германией легальной резидентуры не существовало
  - 1944 год—1946 год — Гузовский, Александр Александрович
  - 1946 год—1947 год — Агаянц, Иван Иванович под вымышленной фамилией Авалов[17]
  - 1947 год—1950 год — Лысенков, Николай Петрович
  - 1950 год—1954 год — Крохин, Алексей Алексеевич[18], полковник
  - 1955 год—1959 год — Цымбал, Михаил Степанович
  - 1959 год—1966 год — Лазарев, Александр Иванович
  - 1966 год—1971 год — Крохин, Алексей Алексеевич, генерал-майор
  - 1972 год—1977 год — Кисляк, Иван Петрович
  - 1977 год—1983 год — Четвериков, Николай Николаевич
  - 1986 год—1989 год — Храмцов, Анатолий Викторович
- Заместители резидента:
  - 1945 год—1947 год — Лысенков, Николай Петрович

#### Финляндия, Хельсинки
- Резиденты:
  - 1970 год—1971 год — Владимиров, Виктор Михайлович
  - 1977 год—1984 год — Владимиров, Виктор Михайлович
- Заместители резидента:
  - по линии «ПР»:
    - 1984 год—1990 год — Акулов, Альберт Петрович

#### Веймарская республика, Берлин
- Резиденты:
  - 1921 год—1924 год — Бортновский, Бронислав Брониславович

#### ФРГ, Бонн
Легальная резидентура организована в тогдашней столице ФРГ Бонне в 1955 году после установления дипломатических отношений между СССР и ФРГ. Ещё одна резидентура действовала в Кёльне (подчинялась боннской).
- Резиденты:
  - 1958 год—1963 год — Зайцев, Иван Иванович[19]
  - 1964 год—1966 год — Гранов, Юрий Николаевич
  - 1966 год—1969 год — Воронцов, Юрий Николаевич
  - 1969 год—1972 год — Зайцев, Иван Иванович
  - 1981 год—1989 год — Шишкин, Евгений Изотович

#### Япония, Токио
- Резиденты:
  - 1928 год—1931 год — Алексеев-Железняков, Владимир Павлович
  - 1940 год—… — Долбин, Григорий Григорьевич
  - 1944 год—1945 год — Баласанов, Герасим Мартынович
  - 1949 год—1952 год — Каспаров, Григорий Павлович
  - 1954 год—… — Носенко, Александр Фёдорович
  - 1957 год—1960 год — Розанов, Анатолий Анатольевич
  - 1960 год—1963 год — Выгонный, Пётр Андреевич
  - 1964 год—1969 год — Покровский, Георгий Петрович
  - 1969 год—1973 год — Попов, Юрий Иванович[20]
  - 1973 год—1975 год — Ерохин, Дмитрий Александрович, генерал-лейтенант
  - 1975 год—1979 год — Гурьянов, Олег Александрович
  - 1983 год—1985 год — Шапошников, Александр Александрович
  - 1988 год— … — Борисов, Николай Николаевич

#### Австрия, Вена
Главная резидентура под прикрытием посольства СССР в Австрии в Вене. Должность прикрытия — первый секретарь посольства, воинское звание — полковник.
- Резиденты:
  - 1935 год—1938 год — Рощин, Василий Петрович[21]
  - 1947 год—1949 год — Яковлев, Василий Терентьевич
  - 1953 год—1954 год — Кравцов, Евгений Иванович
  - 1954 год—1958 год — Шубняков, Фёдор Григорьевич
  - 1958 год—1960 год — Новик, Николай Петрович
  - 1960 год—1962 год — Кондрашев, Сергей Александрович[22]
  - 1966 год—1970 год — Павлов, Виталий Григорьевич[23]
  - 1971 год—1975 год — Шишкин, Евгений Изотович
- Заместители резидента:
  - 1957 год—1960 год — Кондрашев, Сергей Александрович

#### Швейцария: резидентура вБерне, резидентура вЖеневе
Резидентура в Берне под прикрытием посольства СССР в Швейцарии.
- Резиденты:
  - 1954 год—1955 год — Горшков, Николай Михайлович
  - 1959 год—1960 год — Логачёв, Семён Семёнович
  - …—… — Калинин, Валерий Петрович, капитан 1-го ранга
  - …—… — Александров, Борис Михайлович

Резидентура в Женеве под прикрытием Постоянного представительства СССР при Европейском отделении ООН.

#### Египет
- Резиденты:
  - 1953 год—1958 год — Соболев, Викентий Павлович
  - 1970 год—1974 год — Кирпиченко, Вадим Алексеевич
- Заместители резидента:
  - 1954 год—1960 год — Кирпиченко, Вадим Алексеевич

#### Дания, Копенгаген
- Резиденты:
  - 1925 год—1927 год — Бельский, Максим Натанович
  - 1964 год—1969 год — Зайцев, Леонид Сергеевич
  - 1973 год—1976 год — Могилевчик, Альфред Фёдорович
  - 1976 год—1978 год — Гордиевский, Олег Антонович
  - 1978 год—1980 год — Любимов, Михаил Петрович
  - 1980 год—1984 год — Грибин, Николай Петрович
- Заместители резидента по линии «ПР»:
  - 1967 год—1969 год — Любимов, Михаил Петрович
  - 1973 год—1976 год — Гордиевский, Олег Антонович

#### Иран, Тегеран
- Резиденты:
  - 1926 год—1928 год — Агабеков, Георгий Сергеевич (наст. фамилия Арутюнов)
  - 1928 год—1930 год — Аллахвердов, Михаил Андреевич
  - 1933 год—1934 год — Волленберг, Николай Львович
  - 1937 год—1939 год — Отрощенко, Андрей Макарович
  - 1941 год—1942 год — Агаянц, Иван Иванович
  - 1942 год—1943 год — Журавлёв, Павел Матвеевич
  - 1943 год—1945 год — Агаянц, Иван Иванович
  - 1953 год—1955 год — Отрощенко, Андрей Макарович[24]
  - 1974 год—1977 год — Богданов, Леонид Павлович
  - 1978 год — Фадейкин, Иван Анисимович, генерал-майор[25]
  - 1978 год—1979 год — Костромин, Лев Петрович
  - 1979 год—1983 год — Шебаршин, Леонид Владимирович.

#### Южный Йемен, Аден
Легальная резидентура организована после установления дипломатических отношений между СССР и Южным Йеменом в декабре 1967 года. В мае 1990 года страна вошла в состав Йеменской Арабской Республики.
- Резиденты:
  - 1968 год—1971 год — Баусин, Лев Алексеевич
  - …—… — Огаянц, Александр Александрович

#### Италия, Рим
Не позднее 1982 года преобразована в Главную резидентуру.
- Резиденты:
  - 1938 год—1940 год — Федичкин, Дмитрий Георгиевич[26]
  - 1940 год—1941 год — Рогатнев, Глеб Иванович
  - 1941 год—1944 год — разрыв дипломатических отношений с Италией
  - 1944 год—1950 год — Горшков, Николай Михайлович
  - 1951 год—1955 год — Федичкин, Дмитрий Георгиевич[26]
  - 1955 год—1959 год — Елисеев, Павел Николаевич
  - 1966 год—1971 год — Агаян, Гурген Семёнович, генерал-майор
  - 1971 год—1975 год — Борзов, Геннадий Фёдорович
  - 1976 год—1982 год — Соломатин, Борис Александрович, генерал-майор
  - 1982 год—1986 год — Орлов, Георгий Александрович
  - 1987 год— … — Акимов, Валентин Антонович

#### Ливан, Бейрут
- Резиденты КГБ СССР:
  - 1974 год—1977 год — Киреев, Анатолий Тихонович
  - 1985 год—1989 год — Перфильев, Юрий Николаевич[27]

#### Новая Зеландия
- Резиденты:
  - 1977 год—1982 год — Шацких, Николай Александрович
  - 1982 год—1987 год — Будник, Сергей Сергеевич

#### Польша, Данциг
- Резиденты:
  - 1934 год—1936 год — Волленберг, Николай Львович
  - 1940 год—1941 год — Гудимович, Пётр Ильич

#### Норвегия, Осло
- Резиденты:
  - 1954 год—1957 год — Тетерин, Иван Александрович
  - 1957 год—1962 год — Дубенский, Богдан Андреевич
  - 1962 год—1966 год — Старцев, Александрович Николаевич
  - 1966 год—1971 год — Лепешкин, Леонид Ильич
  - 1971 год—1972 год — Грушко, Виктор Фёдорович
  - 1972 год—1977 год — Титов, Геннадий Фёдорович
  - 1977 год—1981 год — Макаров, Леонид Алексеевич
  - 1981 год—1987 год — Севрюгин, Геннадий Яковлевич
  - 1987 год—1991 год — Кошляков, Лев Сергеевич
- Заместители резидента по линии «ПР»:
  - 1968 год—1971 год — Грушко, Виктор Фёдорович
  - 1971 год—1972 год — Титов, Геннадий Фёдорович

#### Румыния, Бухарест
Резидентура существовала до 30 декабря 1947 года, когда была провозглашена Народная Республика Румыния
- Резиденты:
  - 1945 год—1947 год — Федичкин, Дмитрий Георгиевич